# Silver Lake
För andra betydelser, se Silver Lake (olika betydelser).
Silver Lake är ett distrikt öster om Hollywood i staden Los Angeles, Kalifornien. 
Silver Lake bebos av människor med olika etnisk och ekonomisk bakgrund och är mest känt för sitt kreativa samhälle. Sedan mitten på 1990-talet har det blivit central för Los Angeles alternativa rockscen. The Sunset Junction Street Fair hålls där varje augusti och är en stor händelse. Silver Lake är eller har varit hem för ett flertal musiker, bland andra Beck,  Karen O, Eels, Red Hot Chili Peppers och Elliott Smith.